# NGC 2505
NGC 2505 (również PGC 22644 lub UGC 4193) – galaktyka spiralna z poprzeczką (SBa), znajdująca się w gwiazdozbiorze Rysia. Odkrył ją William Herschel 18 marca 1790 roku.